# Pierre Gasly
Pierre Gasly, né le 7 février 1996 à Rouen (Seine-Maritime), est un pilote automobile français, ancien membre de l'équipe de France Circuit FFSA et du Red Bull Junior Team.
Vainqueur du championnat de GP2 Series 2016, il fait ses débuts en Formule 1 avec la Scuderia Toro Rosso, au Grand Prix de Malaisie 2017 où il remplace Daniil Kvyat. Titularisé dans cette écurie en 2018, il marque ses premiers points en finissant quatrième du Grand Prix de Bahreïn. L'année suivante, il rejoint Red Bull Racing aux côtés de Max Verstappen. Après une première partie de saison jugée décevante, il est remplacé par Alexander Albon à partir du Grand Prix de Belgique et retourne chez Toro Rosso ; pour son quarante-sixième départ dans la discipline, au Brésil, il devient à 23 ans, 9 mois et 10 jours, le plus jeune Français à monter sur un podium.
Gasly conserve son volant pour le championnat 2020, alors que l'équipe est rebaptisée Scuderia AlphaTauri ; lors du Grand Prix d'Italie, il remporte la première victoire de sa carrière et devient le treizième pilote français, ainsi que le plus jeune, à s'imposer en Formule 1, vingt-quatre ans après Olivier Panis à Monaco en 1996. Reconduit chez AlphaTauri, il obtient son troisième podium à Bakou et termine la saison avec plus de 100 points marqués au classement pilotes.
Après une dernière année difficile avec l'écurie italienne, Pierre Gasly rejoint Alpine en 2023.

## Biographie

### Famille
Pierre Gasly naît le 7 février 1996 dans une famille passionnée par le sport automobile et l'automobile. Son grand-père Jean a fait partie de l'équipe de France de karting en 1961, sa grand-mère Évelyne a été championne régionale de Normandie en karting dans les années 1960. Son père Jean-Jacques a été champion de ligue de Normandie puis champion de France d'endurance en 205 Peugeot Talbot Sport. Deux de ses quatre frères ont fait du karting au niveau régional et un au niveau national. Sa mère, Pascale, a démarché les entreprises pendant dix ans, afin d'obtenir des contrats de sponsoring. Valérie Maurice, comédienne et présentatrice de télévision, est sa tante du côté maternel.

### Les débuts en karting

Signature de Pierre Gasly.

Dès ses deux ans, Pierre Gasly accompagne ses parents sur les circuits pour voir ses frères courir. À huit ans, ses parents lui offrent un mini-kart d'occasion avec un moteur de tondeuse à gazon. Le Français commence le karting sur le circuit Lucien Lebret d'Anneville-Ambourville, dans un engin dont le baquet est garni de mousse pour qu'il puisse atteindre les pédales. Il participe à sa première course sur la piste d'Aunay-les-Bois dans l'Orne. Lors de sa deuxième course, sur ce même circuit, il termine troisième, ce qui lui permet de participer à la Coupe de France de mini-kart à Magny-Cours la même année et de commencer sa carrière au plus haut niveau. Licencié à l'ASK Rouen 76, il est soutenu par sa famille, ses sponsors personnels et est aidé par Didier Bloc, son préparateur technique.
En 2006, il est champion de Normandie en catégorie minimes et termine quatrième de la Bridgestone Cup, une des plus grandes compétitions de karting en France. Passé à l'ASK Rosny 93, il remporte en 2007, le Trophée de Normandie minimes et la sixième place des championnats de France minimes. L'année suivante, il gagne le Trophée de Normandie en catégorie cadets, prend la quatrième place des championnats de France cadets et remporte la Bridgestone Cup Cadets. Remarqué par la marque française de châssis Sodikart, la Fédération française du sport automobile l'intègre dans son « Programme 10-15 » de détection des jeunes talents et l'encadre avec l'Auto Sport Academy. Gasly obtient en 2009, le statut de sportif de haut niveau. Pilote officiel Sodikart en catégorie KF3, comme avant lui Jean-Éric Vergne, il est troisième du championnat de France et de la coupe du monde en 2009. L'année suivante, la FFSA l'intègre à l'équipe de France de karting ; il devient champion de France, vice-champion d'Europe, troisième de la Junior Monaco Kart Cup et quatrième de la coupe du monde.

### Les débuts et la confirmation en monoplace
En 2011 à 14 ans, après avoir passé des tests en Formule 4 avec l'Auto Sport Academy, la FFSA l'incite à passer en monoplace. Plus jeune pilote de la catégorie, il remporte quatre victoires, réalise deux pole positions et se classe troisième du championnat de France F4 derrière Matthieu Vaxiviere et Andrea Pizzitola. La FFSA l'intègre en équipe de France circuit.
En 2012, bénéficiant d'un contrat « option » avec Red Bull Racing, Gasly court en Eurocup Formula Renault 2.0 ; plus jeune pilote du championnat, il termine dixième du classement général. L'année suivante, il remporte l'Eurocup Formula Renault 2.0 avec Tech 1 Racing, devenant le plus jeune pilote à remporter le titre.

### Titre en GP2 Series

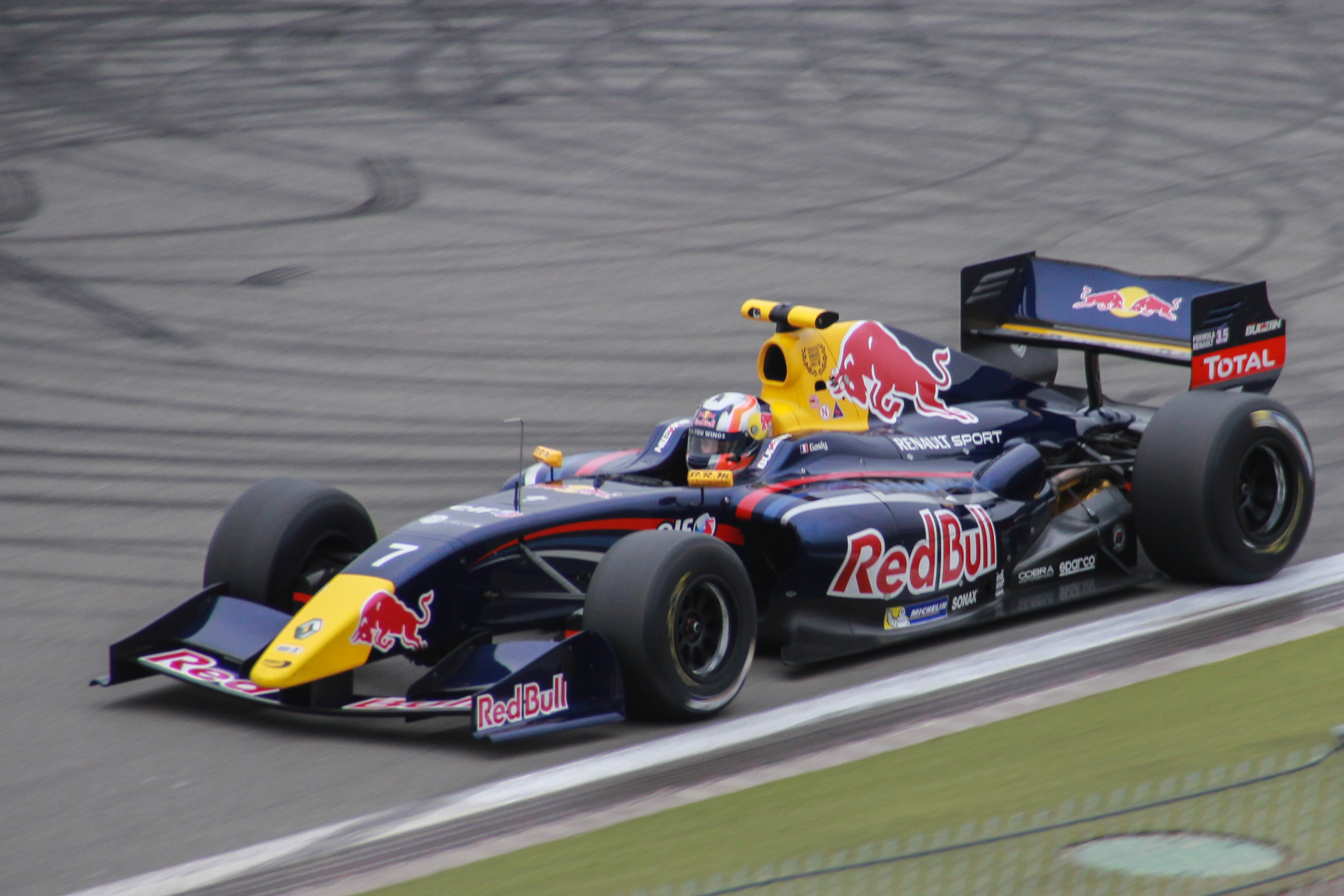
Pierre Gasly en 2014, sur sa monoplace Arden.

En 2014, Pierre Gasly est confirmé comme pilote du Red Bull Junior Team aux côtés de Carlos Sainz Jr. et Alex Lynn. Il devient vice-champion et meilleur débutant en Formula Renault 3.5 Series avec l'écurie Arden International de Christian Horner. En parallèle à sa saison de Formule Renault 3.5, Gasly signe pour les trois dernières manches de l'année 2014 du GP2 Series avec l'écurie malaisienne EQ8 Caterham Racing. Malgré plusieurs courses où il se fait remarquer par sa pointe de vitesse, il ne parvient pas à rentrer dans les points et se classe vingt-neuvième du championnat.
En 2015, il rejoint l'équipe française DAMS en GP2 Series et termine huitième du championnat avec quatre podiums. Juste après le Grand Prix d'Espagne 2015, le Français effectue deux jours de tests en Formule 1, au volant d'une Scuderia Toro Rosso le premier jour et le lendemain à bord d'une Red Bull Racing. À partir du Grand Prix de Singapour, il est nommé pilote de réserve au sein de l'équipe autrichienne.

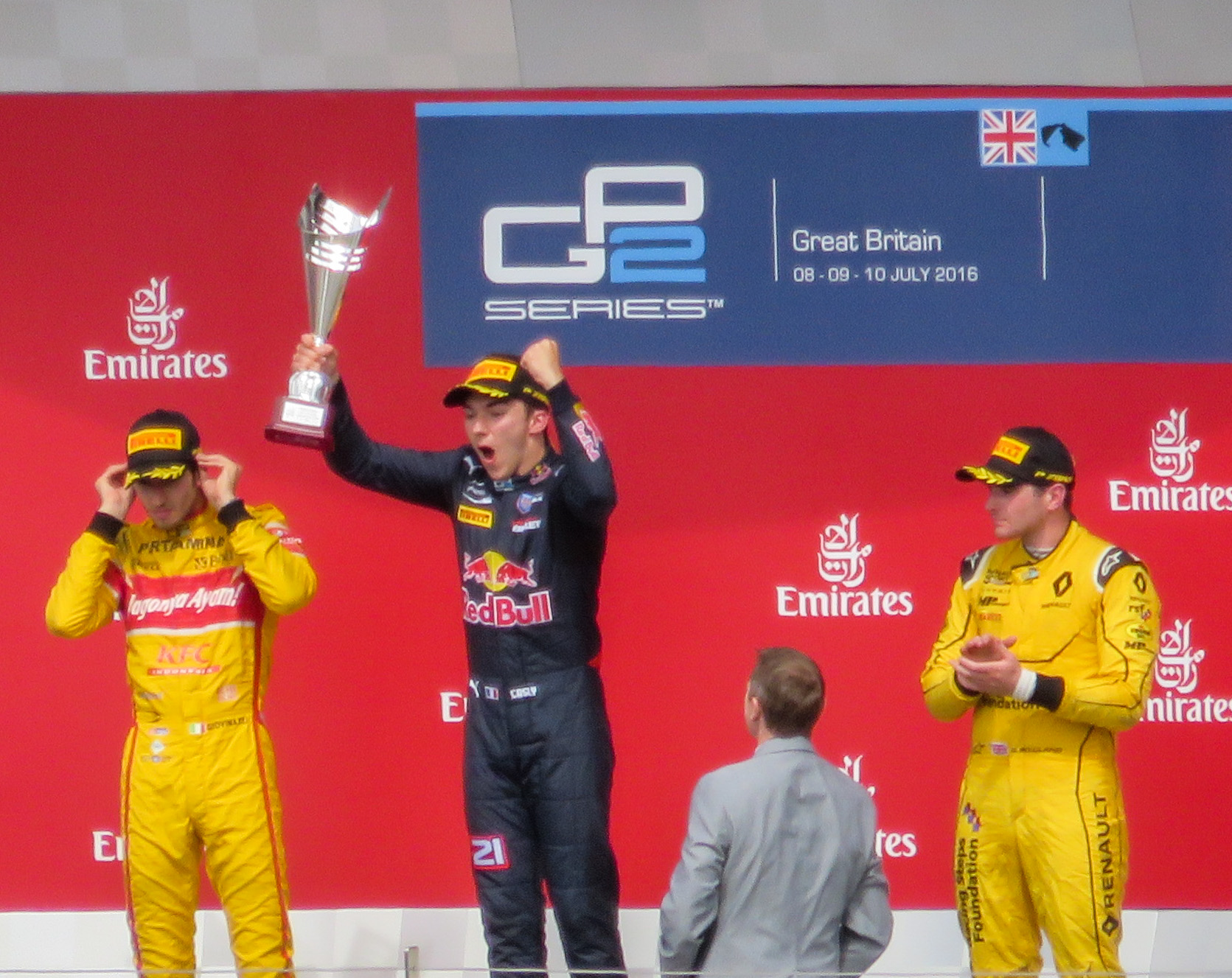
Le podium du Grand-Prix de Grande-Bretagne avec Pierre Gasly sur la plus haute marche.

La saison suivante, Pierre Gasly quitte DAMS et rejoint l'écurie débutante Prema Powerteam ; il conserve sa place de pilote de réserve chez Red Bull Racing en Formule 1. Après quatre manches en dents de scie (trois podiums et quatre courses sans points), il s'impose lors de la course principale à Silverstone,. Il obtient son deuxième succès de la saison sur le Hungaroring, lors de la course principale et remporte sa troisième victoire à Spa-Francorchamps en dominant largement ses adversaires principaux pour le titre, lui donnant une avance de 23 points au classement général,,.
En seconde partie de championnat, Gasly voit son coéquipier Antonio Giovinazzi lui passer devant au classement général. À l'issue d'un final à suspense à Abou Dabi, il bat Giovinazzi et remporte le titre, avec quatre victoires et neuf podiums,,. Ce titre ne lui permet pas de passer en Formule 1, car les dirigeants de Red Bull préfèrent conserver Carlos Sainz Jr. et Daniil Kvyat chez Toro Rosso. Pour 2017, Red Bull décide tout de même de garder Pierre Gasly dans sa filière.

### Exil au Japon en Super Formula et pige en Formula E

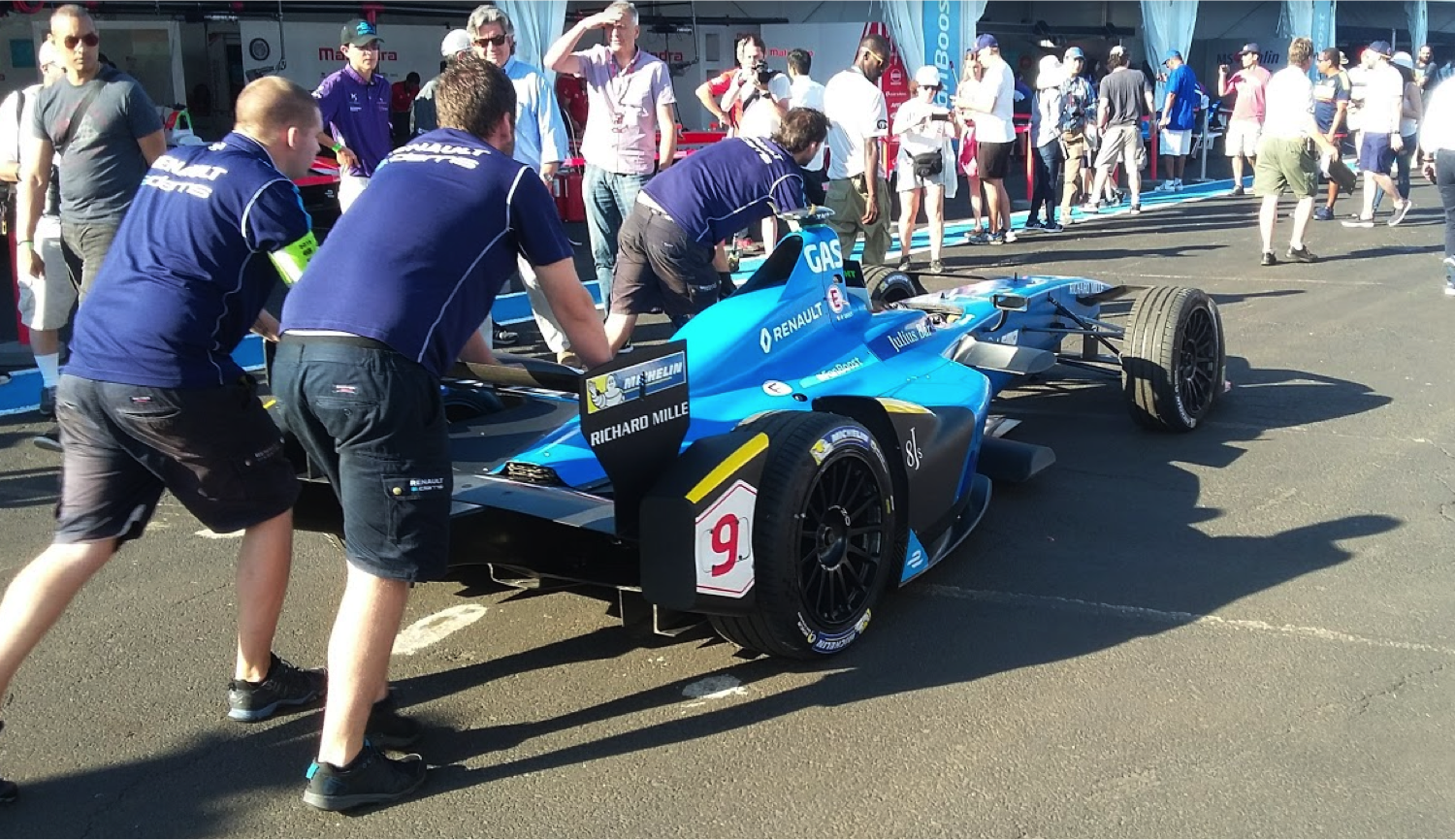
L'équipe de Formule E Renault e.Dams avec la voiture de Gasly dans le paddock de l'ePrix de New York.

En attendant une opportunité en Formule 1, le Français prend part à la saison 2017 du championnat Super Formula du Japon,. Après deux victoires à Twin Ring Motegi et à Autopolis en fin de saison, il n'a qu'un demi-point de retard sur le premier. En raison d'un typhon, la manche finale à Suzuka est annulée et il termine deuxième du championnat.
Pierre Gasly prend aussi part à l'ePrix de New York du Championnat de Formule E FIA 2016-2017 où il remplace le champion en titre Sébastien Buemi (engagé en WEC) chez Renault-e.dams. En deux courses, il rentre deux fois dans les points avec une septième et une quatrième place et se classe seizième du championnat, avec 18 points.

### 2017-2018: débuts en Formule 1 chez Toro Rosso

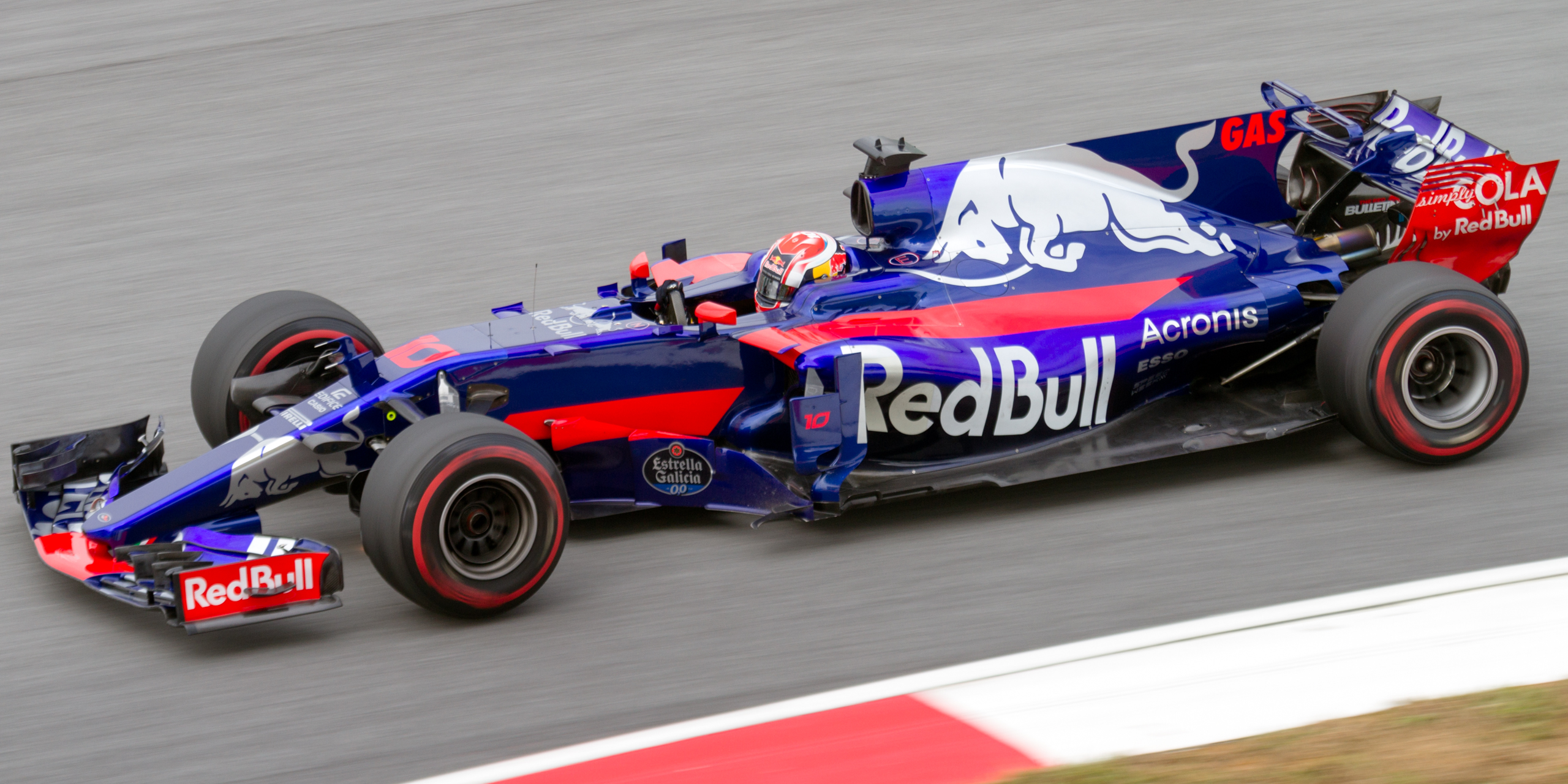
Gasly au Grand Prix de Malaisie 2017.

En septembre 2017, l'écurie Scuderia Toro Rosso annonce que Pierre Gasly remplace Daniil Kvyat en Formule 1 pour deux courses. Il choisit le no 10 comme numéro permanent, avec lequel il a remporté son titre de champion d'Europe de Formule Renault 2.0, ainsi qu'en référence à Zinédine Zidane, dont il est un grand admirateur. Qualifié en quinzième position de son premier Grand Prix, il termine la course quatorzième, à un tour du vainqueur Max Verstappen. Initialement titularisé pour deux Grands Prix (Malaisie et Japon), il est officialisé pour le reste de l'année le 25 octobre, lorsque l'écurie règle son différend avec Daniil Kvyat. Il connaît un weekend difficile au Mexique, avec de nombreux problèmes techniques : le vendredi, il ne parvient pas à faire plus de dix tours en essais à cause d'une panne moteur qui provoque son recul de quinze places sur la grille de départ et le lendemain, il franchit la ligne d'arrivée treizième. Au Brésil, qualifié dix-septième, il part dernier à cause d'une pénalité pour avoir changé de moteur ; au terme de l'épreuve, il obtient son meilleur résultat de la saison grâce à une douzième place. Le 16 novembre 2017, Toro Rosso confirme Gasly pour la saison 2018. Il finit vingt-et-unième du championnat du monde des pilotes, sans avoir marqué de points.

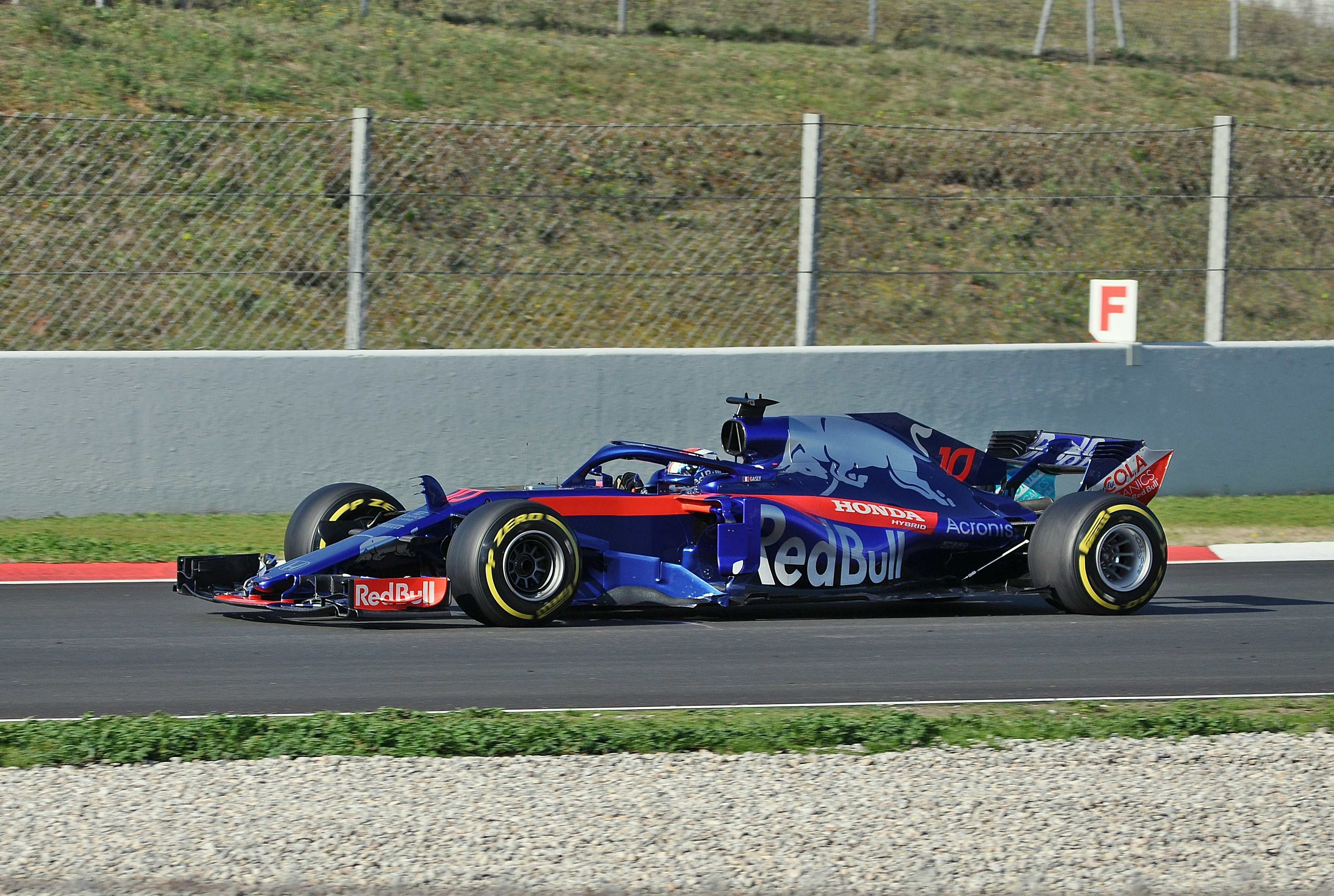
Pierre Gasly durant les tests à Barcelone en mars 2018.

Pour le Grand Prix inaugural de la saison 2018, en Australie, Gasly, dernier temps des qualifications, s'élance du fond de la grille puis abandonne dès les premiers tours de course après la casse de son moteur Honda. Au Grand Prix de Bahreïn, il se qualifie sixième et, après la pénalité infligée à Lewis Hamilton, s'élance de la cinquième place. Quatrième de l'épreuve, il inscrit ses premiers points en Formule 1 pour son septième départ dans la discipline, apportant à Honda son meilleur résultat depuis son retour en tant que motoriste en 2015. À Monaco, dixième sur la grille, il marque pour la seconde fois de l'année en terminant septième. Au Canada, le Français rencontre un problème durant les essais libres avec la dernière évolution de son moteur et repasse à l'ancienne spécification pour les qualifications. Il réalise le seizième temps mais reçoit une pénalité pour le changement de l'ensemble de son groupe propulseur ; le lendemain, remonté de la dix-neuvième place, il termine onzième. Pour son Grand Prix national, il se qualifie quatorzième mais abandonne dès les premiers hectomètres, après un accrochage avec Esteban Ocon. En Autriche, qualifié douzième, il lutte pour conserver le dernier point en jeu mais, à cause de pneumatiques trop dégradés, termine onzième.
En Grande-Bretagne, il se qualifie quatorzième avec une version antérieure de ses suspensions, après un accident de son coéquipier Brendon Hartley lors de la troisième séance d'essais libres. Dixième sur la ligne d'arrivée, il est pénalisé de cinq secondes pour un accrochage avec Sergio Pérez et est finalement classé treizième. Au Grand Prix de Hongrie, qualifié en sixième position, il termine le Grand Prix à la même place et remonte à la treizième place du championnat. Le 20 août 2018, Christian Horner annonce son arrivée chez Red Bull Racing, aux côtés de Max Verstappen, pour 2019. Au Grand Prix de Belgique, après la pause estivale, qualifié dixième, il gagne une place en course. En Russie, Pierre Gasly abandonne en début d'épreuve sur problème de freins. Lors du Grand Prix du Japon, sur les terres de Honda, il s'élance septième mais rencontre des difficultés en course, notamment dues à une mauvaise stratégie de son équipe. Au Mexique, parti de la dernière position sur la grille, il profite des abandons de Sergio Pérez, Daniel Ricciardo et de Carlos Sainz Jr. pour marquer un point. Pour son dernier Grand Prix avec Toro Rosso à Abou Dabi, il abandonne en fin d'épreuve et se classe quinzième du championnat avec 29 points.

### 2019: exercice compliqué avec Red Bull, retour chez Toro Rosso et premier podium

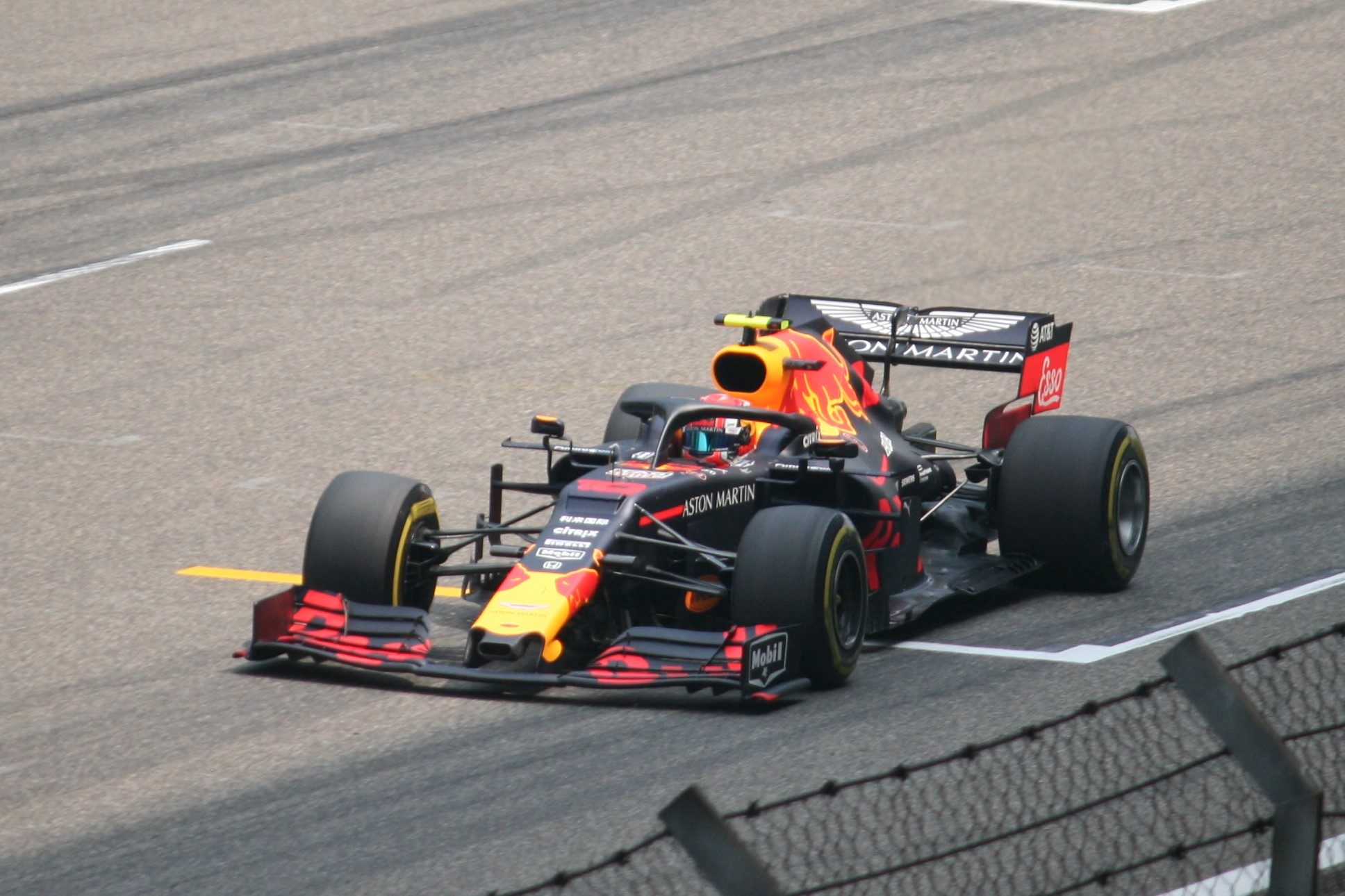
Pierre Gasly au Grand Prix de Chine 2019.

En 2019, Pierre Gasly est titularisé chez Red Bull Racing aux côtés de Max Verstappen. À Melbourne, lors du Grand Prix inaugural, il connaît des qualifications compliquées à cause d'une mauvaise stratégie de son équipe, avec une dix-septième place sur la grille ; le lendemain, il finit onzième. À Bahreïn, il inscrit ses premiers points en terminant huitième. En Chine, qualifié sixième, il termine le Grand Prix à la même position et obtient son premier meilleur tour en course. Lors du Grand Prix d'Azerbaïdjan, il abandonne pour la première fois de la saison. Sixième en Espagne puis cinquième à Monaco, il conforte sa sixième place au championnat. Au Grand Prix du Canada, pour la première fois de la saison, il bat son équipier en qualification ; le lendemain, il rencontre des problèmes de freins et termine huitième. Pour son Grand Prix national, il connaît un weekend laborieux mais marque le point de la dixième position, grâce à une pénalité infligée à Daniel Ricciardo. En Grande-Bretagne, il tire parti de l'accrochage entre Max Verstappen et Sebastian Vettel pour obtenir son meilleur résultat de l'année avec une quatrième place.
La suite de la saison n'est pas jugée satisfaisante par les dirigeants de Red Bull ; il se fait notamment prendre un tour par Verstappen au Grand Prix de Hongrie et, une semaine plus tard, durant la trêve estivale, il est remplacé au volant de la RB15 par Alexander Albon, en provenance de la Scuderia Toro Rosso, à partir du Grand Prix de Belgique et finit l'année aux côtés de Daniil Kvyat chez Toro Rosso. Au cours de ce même Grand Prix de Belgique, marqué par l'accident mortel de son ami Anthoine Hubert en Formule 2 la veille du départ, Gasly, parti seizième, remonte jusqu'à la neuvième place et inscrit deux points à l'occasion de son retour dans l'écurie de Faenza. À Singapour, grâce à une bonne stratégie de gestion des pneumatiques, il franchit la ligne d'arrivée huitième. Lors du Grand Prix du Japon, Gasly se qualifie neuvième et termine septième, à un tour du vainqueur Valtteri Bottas. En novembre, Toro Rosso le confirme pour la saison 2020, aux côtés de Daniil Kvyat. Au Brésil, il obtient son premier podium en se classant deuxième, devançant de justesse sur la ligne d'arrivée le sextuple champion du monde Lewis Hamilton. Il devient, à 23 ans et 9 mois, le plus jeune Français à monter sur un podium de Formule 1, battant le record de Jean Alesi de deux ans. Avec la victoire de Max Verstappen, Honda réalise son premier doublé en tant que motoriste depuis le Grand Prix du Japon 1991 avec Gerhard Berger et Ayrton Senna. Au terme de la saison, le Français se classe septième du championnat avec 95 points.

### 2020: première victoire en Formule 1

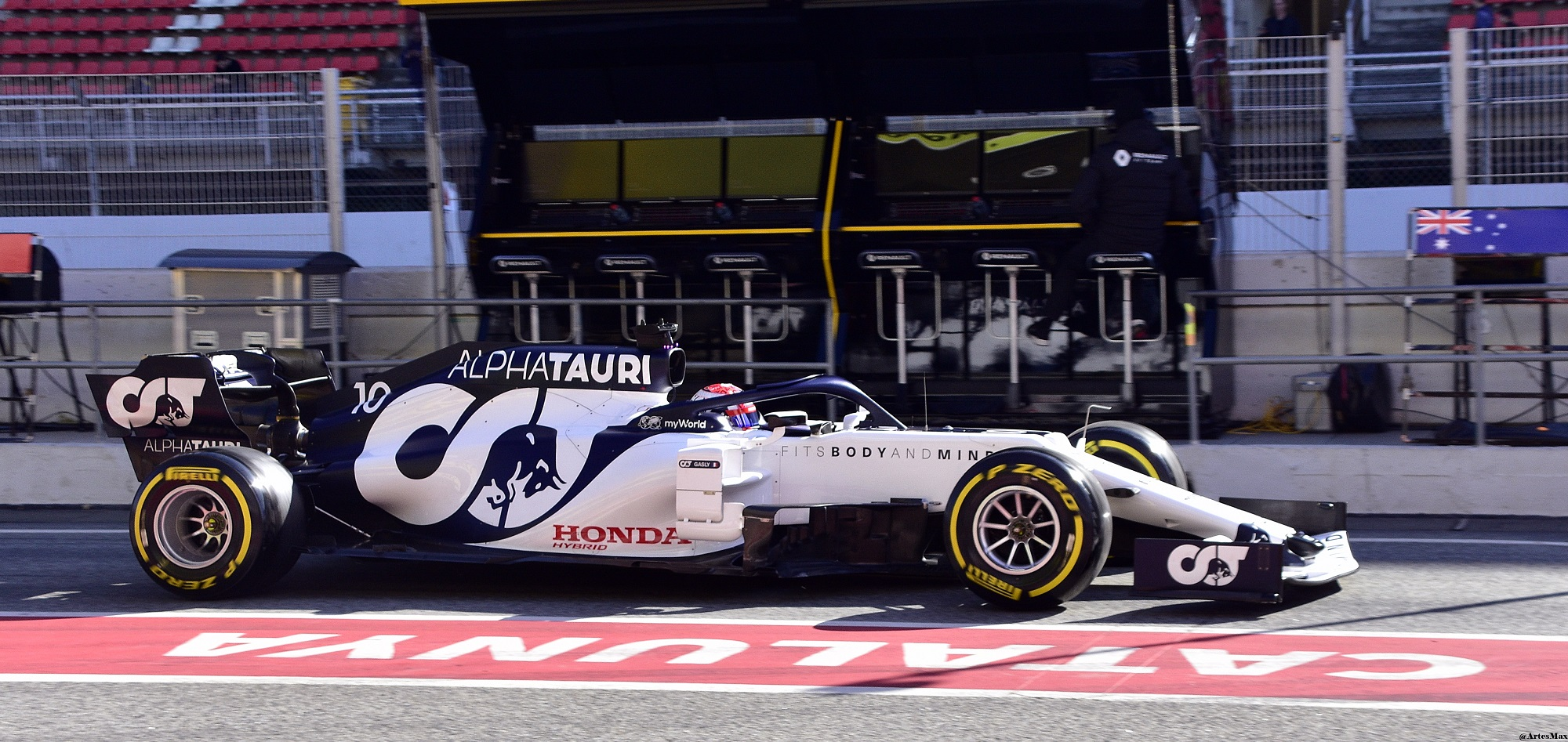
Gasly lors des tests à Barcelone au volant de l’AlphaTauri AT01, le 20 février 2020.

Pierre Gasly conserve son volant au sein d'une équipe rebaptisée Scuderia AlphaTauri. La pandémie de Covid-19 perturbe le championnat 2020 qui ne débute que le 5 juillet en Autriche. Durant la première course de la saison, il s'élance douzième mais profite d'une fin d'épreuve ponctuée par trois sorties de la voiture de sécurité pour obtenir les premiers points de son écurie grâce à une septième place. Au Grand Prix de Hongrie, il connaît un weekend tourmenté avec de nombreux problèmes techniques et abandonne après la casse de son moteur. En Grande-Bretagne, qualifié onzième, il réalise une course solide avec de nombreux dépassements et, en fin d'épreuve, profite des crevaisons de Carlos Sainz Jr. et de Valtteri Bottas pour finir septième. Une semaine plus tard, en Espagne, qualifié en dixième position, il gagne une place en course. Lors du Grand Prix de Belgique, le Français, qualifié douzième, se classe huitième et est élu pilote du jour pour la deuxième fois de sa carrière grâce à une prestation solide avec des dépassements spectaculaires qui ont animé le peloton.
Le 6 septembre 2020, en Italie, après s'être élancé en dixième position, Gasly profite des circonstances de course affectant l'épreuve pour remonter jusqu'en troisième position au vingt-troisième tour puis prendre la tête de la course au vingt-huitième tour. Devant faire face à la remontée de Carlos Sainz en deuxième partie d'épreuve, le Normand résiste aux attaques du pilote espagnol et remporte de justesse sa première victoire en Formule 1, devenant le 109e vainqueur de Grand Prix et le premier Français depuis Olivier Panis au Grand Prix de Monaco 1996. Il devient le plus jeune pilote français vainqueur d'un Grand Prix. Il met ainsi un terme à la suprématie du trio Ferrari-Mercedes-Red Bull qui se partageaient les victoires depuis le Grand Prix de Malaisie 2013. En Toscane, il abandonne après un accident au premier tour et chute à la dixième place du championnat. Douzième sur la grille de départ du Grand Prix de l'Eifel, il marque des points pour la septième fois de l'année en franchissant la ligne d'arrivée sixième. Qualifié en neuvième position au Portugal, il termine cinquième après un dépassement agressif sur Sergio Pérez en fin de course. Le 28 octobre, la Scuderia AlphaTauri annonce le conserver pour 2021. En Turquie, sa monoplace souffre des conditions pluvieuses et du manque d'adhérence de la piste ; il se qualifie à la quinzième place. Pénalisé pour avoir changé les éléments de son moteur, il part dix-neuvième et finit la course treizième. Lors du Grand Prix de Bahreïn, il profite des événements de courses pour prendre les points de la sixième position. Huitième du dernier Grand Prix, à Abou Dabi, Pierre Gasly se classe dixième du championnat, avec 75 points.

### 2021: une saison à plus de 100 points

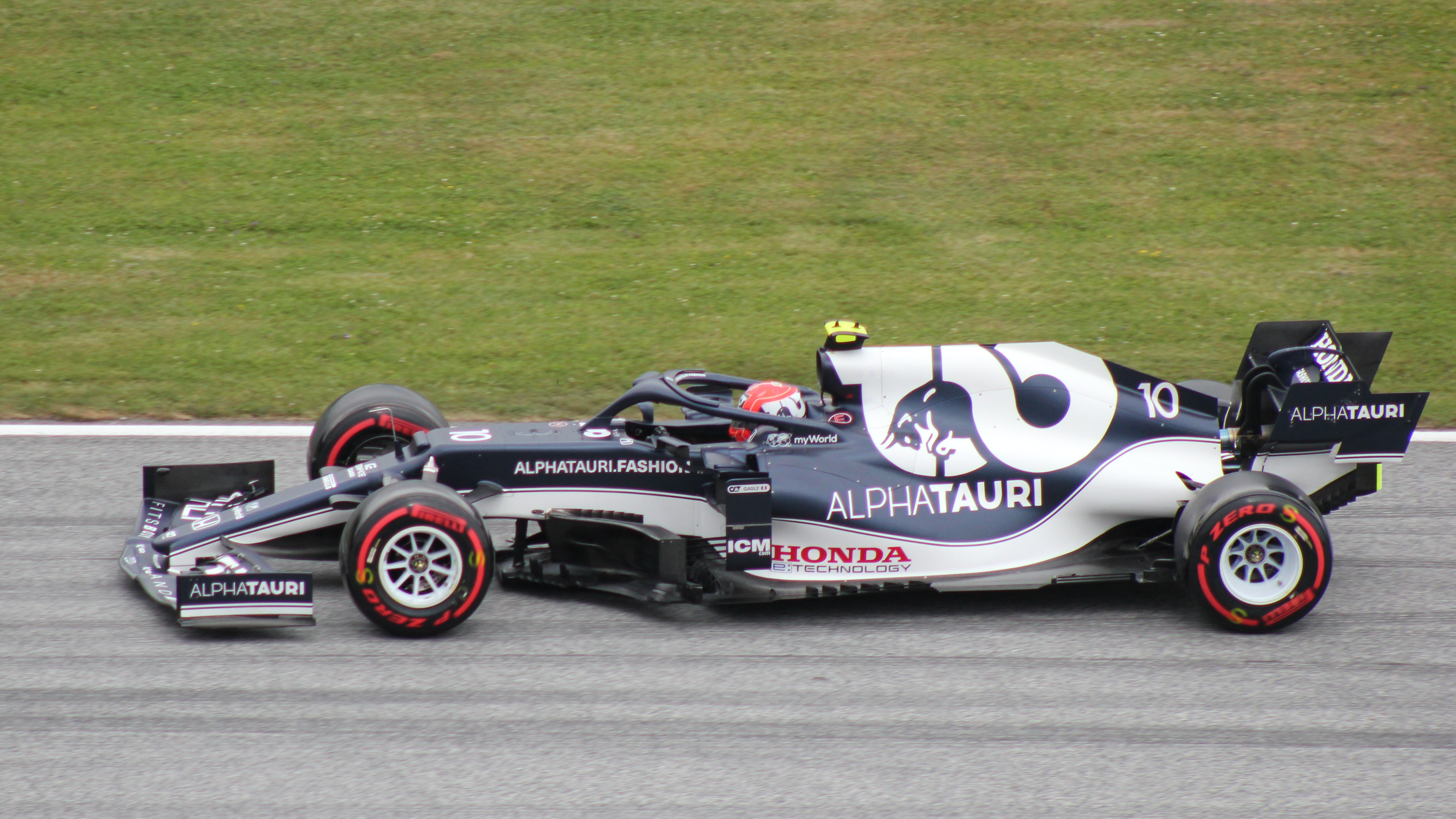
Gasly sur le Red Bull Ring en 2021.

En février, avant le début de saison, Pierre Gasly donne le casque qu'il a utilisé lors du Grand Prix d'Émilie-Romagne 2020 à la famille d'Ayrton Senna afin de récolter des fonds, lors d'une vente aux enchères, pour la fondation Ayrton Senna.
Qualifié en cinquième position lors de la manche inaugurale à Bahreïn, Gasly voit sa course ruinée lorsqu'il détruit son aileron avant en percutant Daniel Ricciardo dès le troisième tour ; il termine dix-septième. Huitième sous le drapeau à damier du Grand Prix d'Émilie-Romagne, au terme d'une course mouvementée et animée par la pluie, il bénéfice d'une pénalité infligée à Lance Stroll pour marquer les points de la septième place. Au Portugal, malgré une épreuve compliquée, il finit dixième, comme en Espagne. À Monaco, qualifié en sixième position, il termine le Grand Prix à la même place. En Azerbaïdjan, qualifié en quatrième position, il obtient le troisième podium de sa carrière en finissant troisième derrière Sergio Pérez et Sebastian Vettel, après une passe d'armes avec Charles Leclerc dans les deux derniers tours. Il effectue une course solide lors de son Grand Prix national, et marque les six points de la septième position, avant d'abandonner dès le premier tour du Grand Prix de Styrie, percuté par Leclerc. En Hongrie, au terme d'une course mouvementée et animée par la pluie, il se classe cinquième et signe le meilleur tour en course. En Belgique, qualifié en sixième position, il termine le Grand Prix à la même place derrière la voiture de sécurité.
Il réalise la meilleure qualification à ce stade de l'année pour AlphaTauri en prenant la quatrième place sur la grille du Grand Prix des Pays-Bas ; le lendemain, il finit quatrième et abandonne lors de l'épreuve suivante. Dans la foulée, Pierre Gasly est confirmé chez AlphaTauri aux côtés de Yuki Tsunoda pour 2022, alors qu'il espérait retourner chez Red Bull. Christian Horner, qui a choisi de prolonger le duo Sergio Pérez-Max Verstappen pour une deuxième saison répond aux interrogations du Français en saluant son travail « phénoménal » avec AlphaTauri au cours des deux dernières saisons et conclut : « Il ne faut jamais dire jamais. Nous avons plusieurs options pour 2023. Il reste avant tout un pilote Red Bull Racing prêté à AlphaTauri. » Lors du Grand Prix de Mexico, il effectue une course solitaire, avant de franchir la ligne d'arrivée quatrième. Après deux septièmes places à São Paulo et en Arabie saoudite et une épreuve terminée hors des points au Qatar (bien qu'il s'y soit pour la première de sa carrière qualifié en première ligne), le Français achève l'année à Abou Dabi sur une cinquième position derrière son équipier Yuki Tsunoda. Au cours de cette saison, il se sera qualifié seize fois parmi les six meilleurs sur la grille de départ,; aura pour la première fois marqué plus de 100 points (finalement 110) au classement du championnat pilotes, comptant le meilleur score du plateau en qualifications, par rapport à son coéquipier, l'ayant battu dans cet exercice 21 fois en 22 courses.

### 2022: dernière année difficile avec AlphaTauri

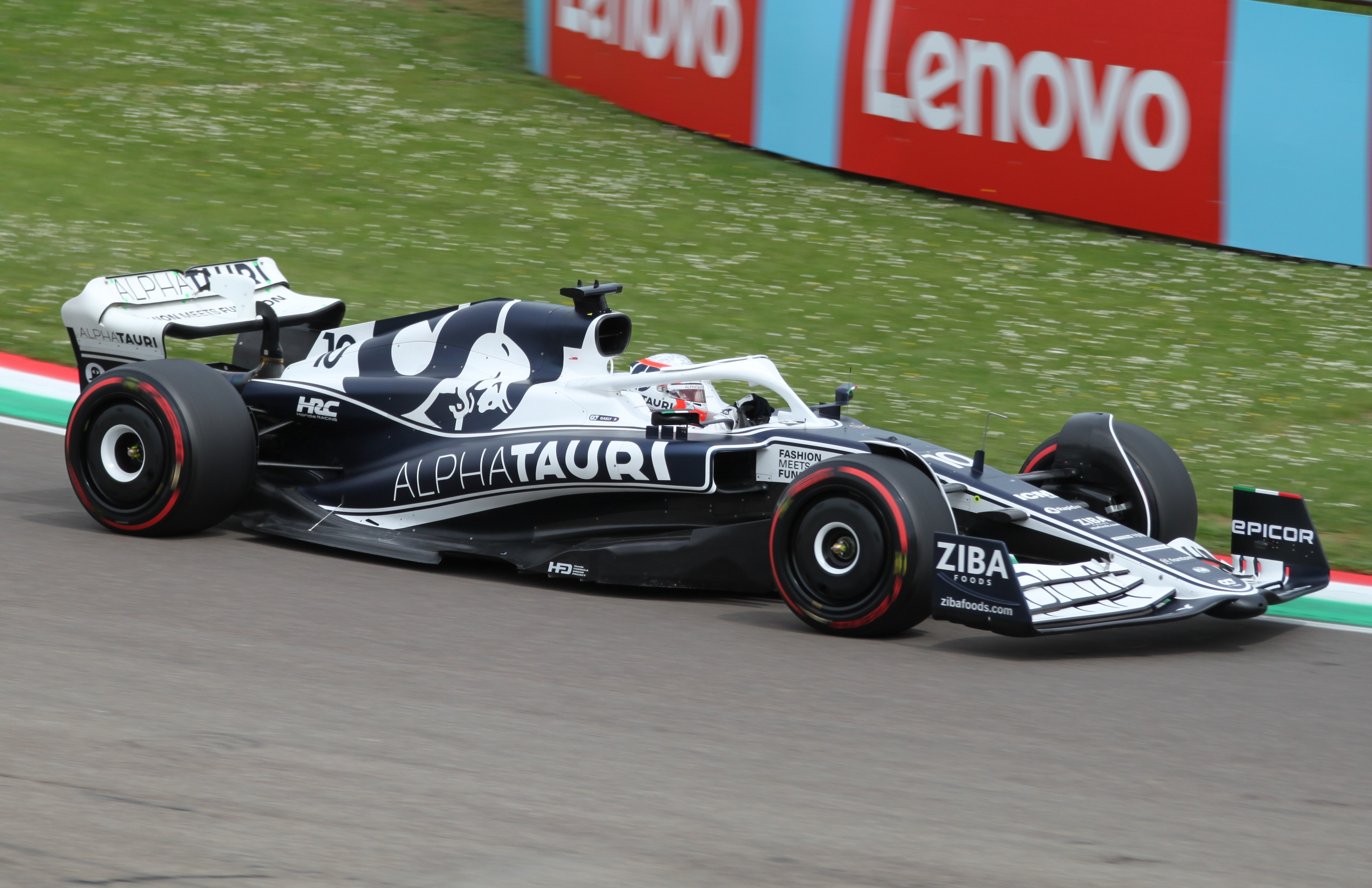
Pierre Gasly au Grand Prix d'Émilie-Romagne 2022.

Après avoir abandonné durant la première course de l'année, Pierre Gasly marque ses premiers points à Djeddah, grâce à une huitième place. Il parvient à ce résultat malgré de vives crampes à l'intestin qui le fait hurler de douleur dans les derniers tours de l'épreuve. Après quatre courses hors des points, il finit cinquième du Grand Prix d'Azerbaïdjan et remonte à la dixième place du championnat. En Grande-Bretagne, il subit son troisième abandon de la saison. Au Grand Prix de France, il connait un week-end anonyme qui se solde par une douzième place à l'arrivée, comme durant le Grand Prix de Hongrie. En Belgique, pour son centième départ en Grand Prix, il obtient les points de la neuvième position, après s'être élancé depuis la voie des stands.
En Italie et à Singapour, il marque les points de la huitième et dixième place. Bien que confirmé par AlphaTauri pour 2023, des rumeurs annoncent, à partir du mois d'août, le départ de Gasly pour Alpine F1 Team pour remplacer Fernando Alonso, en partance pour Aston Martin,. Le 8 octobre, en marge du Grand Prix du Japon, le Normand est officialisé par Alpine pour un contrat pluriannuel aux côtés d'Esteban Ocon. Pour son dernier Grand Prix avec l'écurie italienne à Abou Dabi, il franchit la ligne d'arrivée quatorzième ; le pilote français se classe quatorzième du championnat avec 23 points. Après sa dernière course avec l'équipe, Pierre Gasly se dit « très excité » de rejoindre Alpine, bien qu'il soit « très fier » du parcours réalisé avec AlphaTauri.

### 2023: transfert chez Alpine

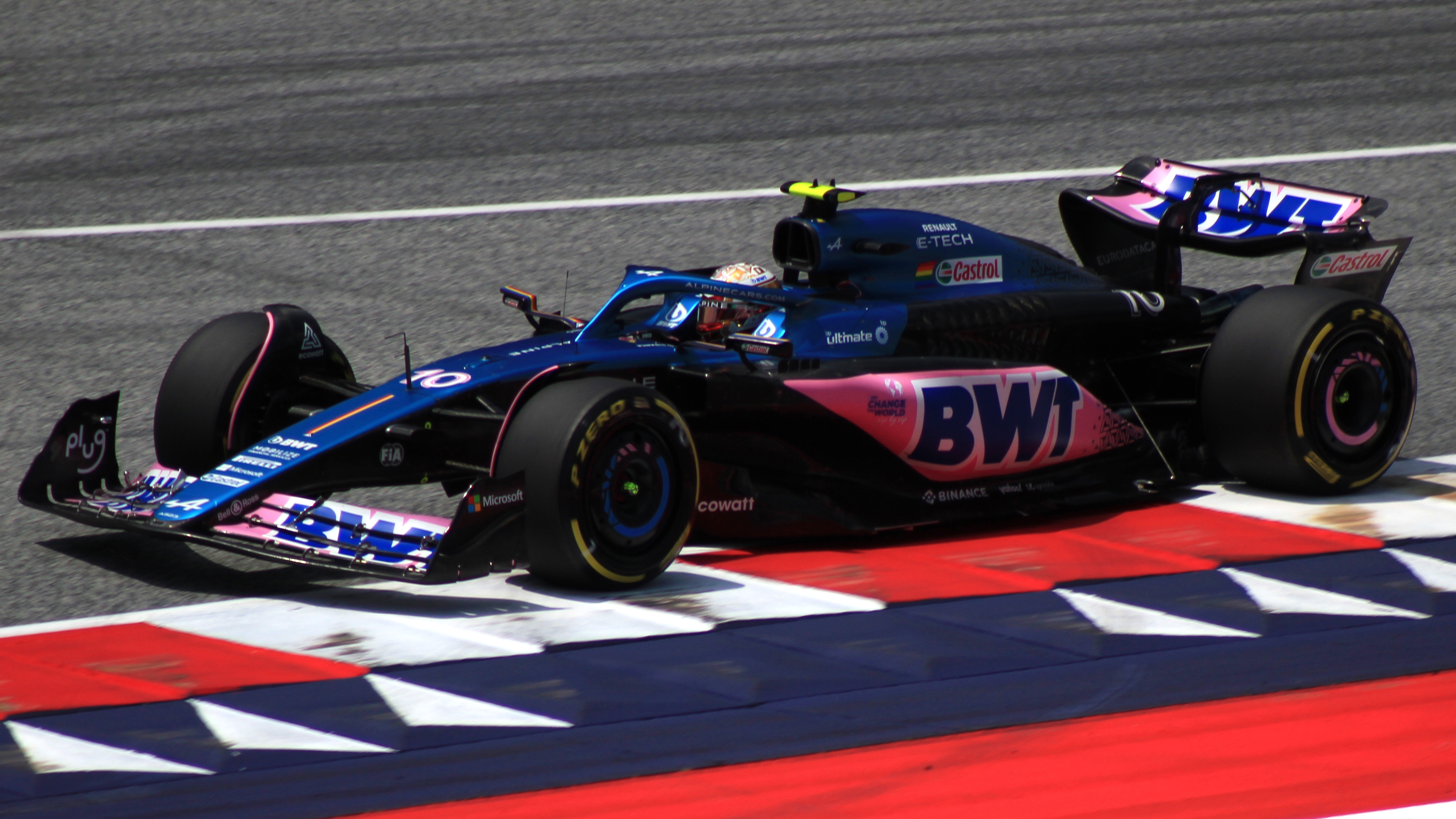
Pierre Gasly durant le Grand Prix d'Autriche 2023.

Lors du Grand Prix inaugural à Bahreïn, son meilleur temps des qualifications est annulé et il s'élance dernier ; Gasly termine toutefois neuvième pour sa première course avec Alpine F1 Team, au prix de nombreux dépassements et de bons choix stratégiques. Après deux épreuves hors des points, il finit huitième du Grand Prix de Miami et remonte à la dixième place du championnat. À Monaco, qualifié en septième position, il termine l'épreuve à la même place. Sixième au départ de la course sprint du Grand Prix de Belgique, il profite des déconvenues de certains pilotes, afin de franchir la ligne d'arrivée troisième. Au Grand Prix des Pays-Bas, après la pause estivale, il monte sur la troisième marche du podium au cours d'une course marquée par de nombreuses averses. À Singapour, qualifié douzième, le Français bénéficie en fin de course des abandons de Russell et d'Ocon pour finir sixième. Qualifié douzième lors du Grand Prix du Japon, il se hisse jusqu'à la neuvième place grâce à un bon départ. En fin d'épreuve, il respecte une consigne d'équipe lui demandant de s'effacer derrière son coéquipier. Au terme de la saison, il se classe onzième du championnat avec 62 points.

### 2024: passage à vide au sein d'une équipe en difficulté

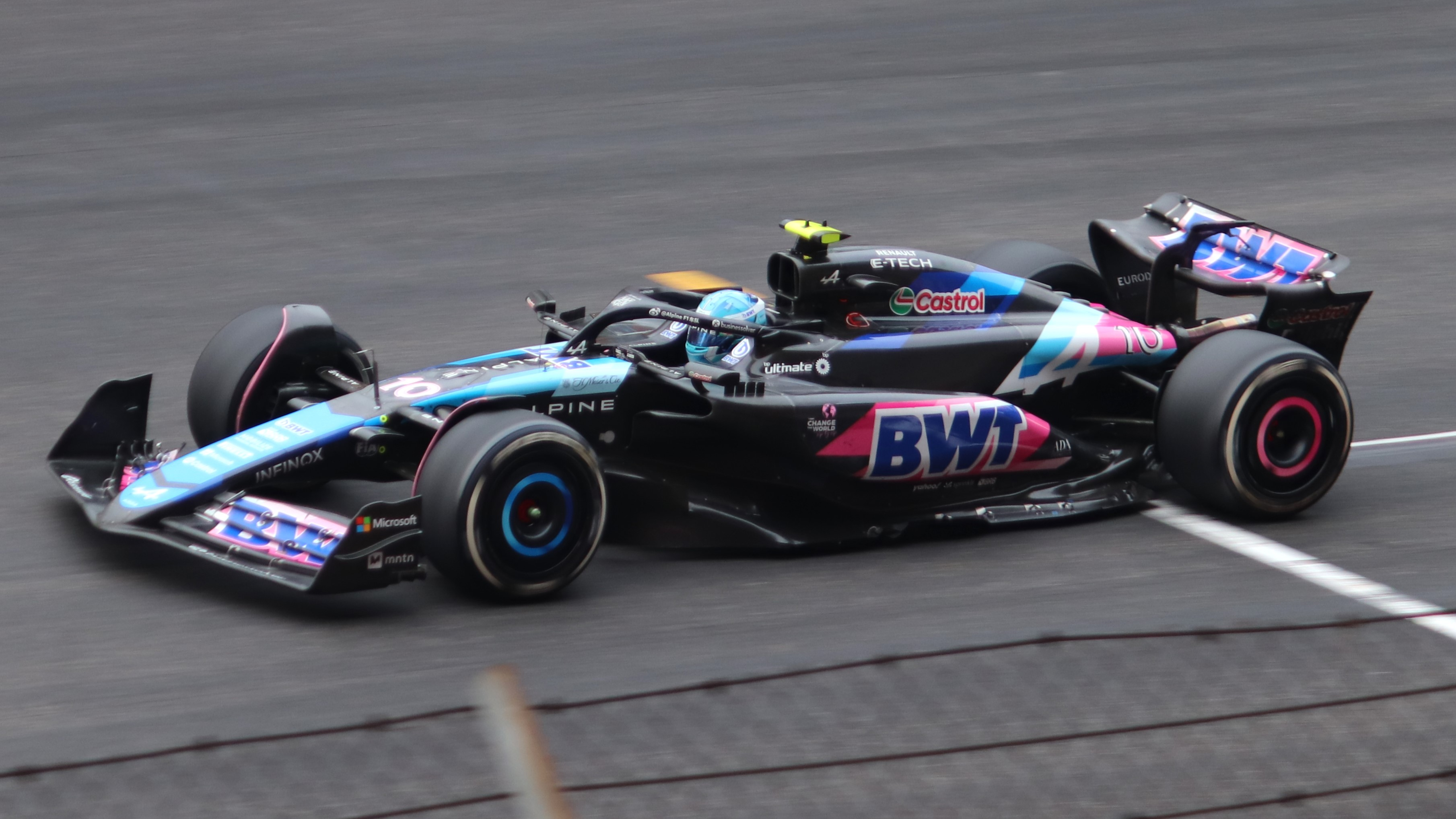
Gasly lors du Grand Prix de Chine 2024.

Ses espoirs de bien figurer au championnat sont rapidement douchés par le manque de compétitivité de l'Alpine A524. Les premiers Grands Prix se soldent par des positions en fond de classement et un abandon en Arabie saoudite ; après six manches, le Français n'a obtenu qu'une douzième place comme meilleur résultat,. Il atteint la phase finale des qualifications pour la première fois de l'année au Grand Prix de Monaco qu'il termine dixième, inscrivant ainsi son premier point de la saison. Au Canada, au terme d'une course animée par la pluie, il franchit la ligne d'arrivée neuvième devant Esteban Ocon, comme en Espagne. 
En amont du Grand Prix d'Autriche, Pierre Gasly prolonge son contrat avec Alpine pour plusieurs années et se classe dixième de l'épreuve après une bataille avec son équipier, inscrivant ainsi des points pour la quatrième fois consécutive,. Lors du Grand Prix suivant, le Normand effectue un changement de batterie, ce qui lui vaut 50 places de pénalité, l'obligeant à partir dernier ; il est cependant forcé de rentrer aux stands à l'issue du tour de formation à cause d'un problème de boîte de vitesses,. Au Pays-Bas, qualifié en neuvième position, il termine l'épreuve à la même place. Après quatre manches hors des points, il obtient le point de la dixième place au Grand Prix de Mexico. Une semaine plus tard à São Paulo, au terme d'une course marquée par de nombreux rebondissements, Gasly finit troisième derrière son coéquipier, réalisant un résultat inespéré pour son équipe. Septième du dernier Grand Prix de la saison, il se classe dixième du championnat avec 42 points.

### 2025
Qualifié quatrième lors du Grand Prix de Bahreïn, Pierre Gasly marque les premiers points de son écurie en terminant septième. Malgré un weekend compliqué à Miami, il bénéficie des pénalités de plusieurs pilotes durant la course sprint pour obtenir une unité supplémentaire. Neuvième sous le drapeau à damier en Espagne, il profite d'une pénalité infligée à Max Verstappen pour obtenir la huitième position. Après deux manches hors des points, il finit sixième du Grand Prix de Grande-Bretagne et remonte au championnat.

## Carrière

### Résultats avant la Formule 1
| Saison    | Championnat                    | Écurie              | Courses           | Victoires         | Pole positions    | Meilleurs tours   | Podiums           | Points            | Classement        |
| --------- | ------------------------------ | ------------------- | ----------------- | ----------------- | ----------------- | ----------------- | ----------------- | ----------------- | ----------------- |
| 2011      | Championnat de France F4       | Auto Sport Academy  | 14                | 4                 | 2                 | 1                 | 7                 | 104               | 3e                |
| 2012      | Eurocup Formula Renault 2.0    | R-ace GP            | 14                | 0                 | 1                 | 0                 | 2                 | 49                | 10e               |
| 2012      | Formula Renault 2.0 NEC        | R-ace GP            | 7                 | 0                 | 0                 | 0                 | 1                 | 78                | 23e               |
| 2013      | Eurocup Formula Renault 2.0    | Tech 1 Racing       | 14                | 3                 | 4                 | 2                 | 8                 | 195               | Champion          |
| 2013      | Formula Renault 2.0 Alps       | Tech 1 Racing       | 6                 | 0                 | 0                 | 0                 | 3                 | 72                | 6e                |
| 2013      | Formula Renault 2.0 Pau Trophy | Tech 1 Racing       | 2                 | 0                 | 0                 | 0                 | 0                 | N/A               | 7e                |
| 2014      | Formula Renault 3.5 Series     | Arden International | 17                | 0                 | 1                 | 3                 | 8                 | 192               | 2e                |
| 2014      | GP2 Series                     | EQ8 Caterham Racing | 6                 | 0                 | 0                 | 0                 | 0                 | 0                 | 29e               |
| 2015      | GP2 Series                     | DAMS                | 21                | 0                 | 3                 | 1                 | 4                 | 110               | 8e                |
| 2015      | Formule 1                      | Red Bull Racing     | Pilote de réserve | Pilote de réserve | Pilote de réserve | Pilote de réserve | Pilote de réserve | Pilote de réserve | Pilote de réserve |
| 2016      | GP2 Series                     | Prema Powerteam     | 22                | 4                 | 5                 | 4                 | 9                 | 219               | Champion          |
| 2016      | Formule 1                      | Red Bull Racing     | Pilote de réserve | Pilote de réserve | Pilote de réserve | Pilote de réserve | Pilote de réserve | Pilote de réserve | Pilote de réserve |
| 2016-2017 | Formule E                      | Renault e.dams      | 2                 | 0                 | 0                 | 0                 | 0                 | 18                | 16e               |
| 2017      | Super Formula                  | Team Mugen          | 7                 | 2                 | 0                 | 0                 | 3                 | 33                | 2e                |
| 2017      | Formule 1                      | Red Bull Racing     | Pilote de réserve | Pilote de réserve | Pilote de réserve | Pilote de réserve | Pilote de réserve | Pilote de réserve | Pilote de réserve |

### Résultats en championnat du monde de Formule 1
| Saison | Écurie                                                 | Châssis    | Moteur                                | Pneus   | GP disputés | Pole positions | Victoires | Podiums | Meilleurs tours | Dans les points | Abandons | Points inscrits | Classement |
| ------ | ------------------------------------------------------ | ---------- | ------------------------------------- | ------- | ----------- | -------------- | --------- | ------- | --------------- | --------------- | -------- | --------------- | ---------- |
| 2017   | Scuderia Toro Rosso                                    | STR12      | Renault V6 turbo hybride              | Pirelli | 5           | 0              | 0         | 0       | 0               | 0               | 0        | 0               | 21e        |
| 2018   | Red Bull Toro Rosso Honda                              | STR13      | Honda V6 turbo hybride                | Pirelli | 21          | 0              | 0         | 0       | 0               | 5               | 5        | 29              | 15e        |
| 2019   | Aston Martin Red Bull Racing Red Bull Toro Rosso Honda | RB15 STR14 | Honda V6 turbo hybride                | Pirelli | 21          | 0              | 0         | 1       | 2               | 14              | 3        | 95              | 7e         |
| 2020   | Scuderia AlphaTauri Honda                              | AT01       | Honda V6 turbo hybride                | Pirelli | 17          | 0              | 1         | 1       | 0               | 10              | 3        | 75              | 10e        |
| 2021   | Scuderia AlphaTauri Honda                              | AT02       | Honda V6 turbo hybride                | Pirelli | 22          | 0              | 0         | 1       | 1               | 15              | 4        | 110             | 9e         |
| 2022   | Scuderia AlphaTauri                                    | AT03       | Red Bull Powertrains V6 turbo hybride | Pirelli | 22          | 0              | 0         | 0       | 0               | 6               | 3        | 23              | 14e        |
| 2023   | BWT Alpine F1 Team                                     | A523       | Renault V6 turbo hybride              | Pirelli | 22          | 0              | 0         | 1       | 0               | 12              | 3        | 62              | 11e        |
| 2024   | BWT Alpine F1 Team                                     | A524       | Renault V6 turbo hybride              | Pirelli | 23          | 0              | 0         | 1       | 0               | 9               | 3        | 42              | 10e        |
| 2025   | BWT Alpine F1 Team                                     | A525       | Renault V6 turbo hybride              | Pirelli | 14          | 0              | 0         | 0       | 0               | 5               | 2        | 20              | 13e        |
|        | Total                                                  |            |                                       |         | 167         | 0              | 1         | 5       | 3               | 76              | 26       | 456             |            |

| Saison        | Écurie                                             | Châssis          | Moteur                                         | Pneus | 1        | 2        | 3        | 4        | 5        | 6          | 7       | 8        | 9        | 10       | 11       | 12         | 13       | 14       | 15      | 16       | 17       | 18        | 19       | 20      | 21        | 22       | 23     | 24     | Classement | Points inscrits |
| ------------- | -------------------------------------------------- | ---------------- | ---------------------------------------------- | ----- | -------- | -------- | -------- | -------- | -------- | ---------- | ------- | -------- | -------- | -------- | -------- | ---------- | -------- | -------- | ------- | -------- | -------- | --------- | -------- | ------- | --------- | -------- | ------ | ------ | ---------- | --------------- |
| 2017          | Scuderia Toro Rosso                                | Toro Rosso STR12 | Renault V6 turbo hybride R.E 17                | P     | AUS      | CHN      | BHR      | RUS      | ESP      | MON        | CAN     | AZE      | AUT      | GBR      | HON      | BEL        | ITA      | SIN      | MAL 14e | JPN 13e  | USA      | MEX 13e   | BRE 12e  | ABU 16e |           |          |        |        | 21e        | 0               |
| 2018          | Red Bull Toro Rosso Honda                          | Toro Rosso STR13 | Honda V6 turbo hybride RA618H                  | P     | AUS Abd. | BHR 4e   | CHN 18e  | AZE 12e  | ESP Abd. | MON 7e     | CAN 11e | FRA Abd. | AUT 11e  | GBR 13e  | ALL 14e  | HON 6e     | BEL 9e   | ITA 14e  | SIN 13e | RUS Abd. | JPN 11e  | USA 12e   | MEX 10e  | BRE 13e | ABU Abd.  |          |        |        | 15e        | 29              |
| 2019          | Aston Martin Red Bull Racing                       | Red Bull RB15    | Honda V6 turbo hybride RA619H                  | P     | AUS 11e  | BHR 8e   | CHN 6e   | AZE Abd. | ESP 6e   | MON 5e     | CAN 8e  | FRA 10e  | AUT 7e   | GBR 4e   | ALL 14e* | HON 6e     |          |          |         |          |          |           |          |         |           |          |        |        | 7e         | 95              |
| 2019          | Red Bull Toro Rosso Honda                          | Toro Rosso STR14 | Honda V6 turbo hybride RA619H                  | P     |          |          |          |          |          |            |         |          |          |          |          |            | BEL 9e   | ITA 11e  | SIN 8e  | RUS 14e  | JPN 7e   | MEX 9e    | USA 16e* | BRE 2e  | ABU 18e   |          |        |        | 7e         | 95              |
| 2020          | Scuderia AlphaTauri Honda                          | AlphaTauri AT01  | Honda V6 turbo hybride RA620H                  | P     | AUT 7e   | STY 15e  | HON Abd. | GBR 7e   | 70e 11e  | ESP 9e     | BEL 8e  | ITA 1er  | TOS Abd. | RUS 9e   | EIF 6e   | POR 5e     | EMI Abd. | TUR 13e  | BAH 6e  | SAK 11e  | ABU 8e   |           |          |         |           |          |        |        | 10e        | 75              |
| 2021          | [[Scuderia AlphaTauri\|Scuderia AlphaTauri Honda]] | AlphaTauri AT02  | Honda V6 turbo hybride RA621H                  | P     | BAH 17e* | EMI 7e   | POR 10e  | ESP 10e  | MON 6e   | AZE 3e     | FRA 7e  | STY Abd. | AUT 9e   | GBR 11e  | HON 5e   | BEL 6e     | P-B 4e   | ITA Abd. | RUS 13e | TUR 6e   | USA Abd. | MEX 4e    | SAO 7e   | QAT 13e | ARA 7e    | ABU 5e   |        |        | 9e         | 110             |
| 2022          | Scuderia AlphaTauri                                | AlphaTauri AT03  | Red Bull Powertrains V6 turbo hybride RBPTH001 | P     | BAH Abd. | ARA 8e   | AUS 9e   | EMI 12e  | MIA Abd. | ESP 13e    | MON 11e | AZE 5e   | CAN 14e  | GBR Abd. | AUT 15e  | FRA 12e    | HON 12e  | BEL 9e   | P-B 11e | ITA 8e   | SIN 10e  | JAP 18e   | USA 14e  | MEX 11e | SAO 14e   | ABU 14e  |        |        | 14e        | 23              |
| 2023          | BWT Alpine F1 Team                                 | Alpine A523      | Renault V6 turbo hybride E-Tech RE23           | P     | BAH 9e   | ARA 9e   | AUS 13e* | AZE 14e  | MIA 8e   | MON 7e     | ESP 10e | CAN 12e  | AUT 10e  | GBR 18e* | HON Abd. | BEL 11e+3e | P-B 3e   | ITA 16e  | SIN 6e  | JAP 10e  | QAT 12e  | USA 6e+7e | MEX 11e  | SAO 7e  | LVE 11e   | ABU 13e  |        |        | 11e        | 62              |
| 2024          | BWT Alpine F1 Team                                 | Alpine A524      | Renault V6 turbo hybride E-Tech RE24           | P     | BAH 18e  | ARA Abd. | AUS 13e  | JAP 16e  | CHN 13e  | MIA 12e    | EMI 16e | MON 10e  | CAN 9e   | ESP 9e   | AUT 10e  | GBR Np     | HON Abd. | BEL 13e  | P-B 9e  | ITA 15e  | AZE 12e  | SIN 17e   | USA 12e  | MEX 10e | SAO 3e+7e | LVE Abd. | QAT 5e | ABU 7e | 10e        | 42              |
| 2025          | BWT Alpine F1 Team                                 | Alpine A525      | Renault V6 turbo hybride E-Tech RE25           | P     | AUS 11e  | CHN Dsq. | JAP 13e  | BAH 7e   | ARA Abd. | MIA 13e+8e | EMI 13e | MON Abd. | ESP 8e   | CAN 15e  | AUT 13e  | GBR 6e     | BEL 10e  | HON 19e  | P-B     | ITA      | AZE      | SIN       | USA      | MEX     | SAO       | LVE      | QAT    | ABU    | 13e        | 20              |
| Légende : ici |                                                    |                  |                                                |       |          |          |          |          |          |            |         |          |          |          |          |            |          |          |         |          |          |           |          |         |           |          |        |        |            |                 |

### Victoire en Formule 1
| no | Année | Manche | Date             | Grand Prix | Circuit | Écurie           | Voiture | Position départ | Résumé |
| -- | ----- | ------ | ---------------- | ---------- | ------- | ---------------- | ------- | --------------- | ------ |
| 1  | 2020  | 08/17  | 6 septembre 2020 | Italie     | Monza   | AlphaTauri-Honda | AT01    | 10e             | Résumé |

### Palmarès
- 2011 : 3e du Championnat de France F4
- 2013 : Champion d'Europe de Formule Renault 2.0
- 2014 : Vice-champion de Formule Renault 3.5 Series et Rookie de l'année.
- 2016 : Champion de GP2 Series
- 2017 : Vice-champion de Super Formula

## Autres activités
Passionné de football, Pierre Gasly annonce en mars 2024 devenir copropriétaire du club FC Versailles, aux côtés d'Alexandre Mulliez.